# Syndrome de l'anse borgne
 Mise en garde médicale
Le syndrome de l'anse borgne est un état qui se produit lorsque la flore bactérienne normale de l'intestin grêle prolifère, entraînant une perturbation significative des processus physiologiques normaux de digestion et d'absorption. Dans certains cas de syndrome de l'anse borgne, on a également observé une prolifération de bactéries pathogènes non commensales. On sait depuis longtemps que, dès la naissance et tout au long de la vie, de grandes quantités de bactéries résident en symbiose dans le tractus gastro-intestinal des animaux, tel que le tractus gastro-intestinal humain. La compréhension de cette flore intestinale a même conduit à la mise au point de nouveaux traitements contre les irrégularités de l'intestin, qui utilisent ce que l'on appelle des "probiotiques" ou de bonnes bactéries facilitant la digestion normale. Le problème de l'anse borgne se pose lorsque les colonies bactériennes résidant dans le tractus gastro-intestinal supérieur commencent à se développer de manière incontrôlable ou si leur composition est modifiée, créant ainsi une charge pour les processus physiologiques normaux se déroulant dans l'intestin grêle. Il en résulte des problèmes tels que carence en vitamine B12, malabsorption des graisses et stéatorrhée, carences en vitamines liposolubles (A, D, E et K) et lésions de la paroi intestinale. 

## Symptômes
La plupart des symptômes sont non spécifiques mais méritent néanmoins la plus grande attention. Ceux-ci incluent : 
- perte d'appétit  ;
- nausées ;
- flatulences ;
- diarrhées ;
- plénitude après un repas ;
- selles grasses (stéatorrhée) ;
- perte de poids involontaire ;
- asthénie généralisée.

En raison des carences concomitantes en vitamines et en minéraux qui résultent de la malabsorption, doivent être recherchées : 
- carence en vitamine B12 ;
- carence en folate ;
- carence en fer ;
- carence en vitamine E.

## Les causes
Le syndrome de l'anse borgne est une complication des opérations chirurgicales de l'abdomen, notamment en cas de chirurgie bariatrique (by-pass gastrique) ainsi que des maladies inflammatoires chroniques de l'intestin ou de la sclérodermie. Une autre cause est le diverticule jéjuno-iléal. 

## Pathophysiologie
La colonisation bactérienne chronique de l'intestin grêle est empêchée par divers facteurs mécaniques et chimiques, notamment le mouvement péristaltique constant du contenu le long du tractus gastro-intestinal et les propriétés antibactériennes des sécrétions d'acide gastrique, des sécrétions pancréatiques et de la bile. 
Il s'ensuit qu'une perturbation d'un de ces facteurs peut conduire à une prolifération bactérienne et, en fait, il a été démontré que le syndrome de l'anse borgne se produisait chez des personnes présentant des anomalies anatomiques entraînant une stagnation du bol alimentaire. Ce syndrome a également été associé à l'achlorhydrie, à la dysmotilité intestinale, aux fistules et aux rétrécissements. Une thérapie aux opioïdes chronique ou à forte dose peut y contribuer en réduisant la motilité gastro-intestinale. 
En raison de la perturbation des processus digestifs par la colonisation bactérienne chronique de l'intestin grêle, il s'ensuit une malabsorption des sels biliaires, des graisses et des vitamines liposolubles, des protéines et des glucides qui entraîne des lésions de la muqueuse intestinale par des bactéries ou par la production de métabolites toxiques. 

## Diagnostic
Un examen physique peut révéler une masse ou une distension de l'abdomen. 
Les tests pouvant être utiles au diagnostic incluent: 
- Radiographie abdominale
- Scanner ou RMN abdominale
- Lavement baryté de contraste

## Traitement
Le traitement suit deux principes de base: 
- Tester et traiter
- Traiter empiriquement

### Méthode de test et traitement
Bien que cela semble être la meilleure voie à suivre en termes de gestion, des critiques ont récemment été formulées sur la nécessité de tels tests en raison de problèmes de fiabilité. Cependant, il convient de préciser qu'il existe des options telles que le test respiratoire de glucose et l'aspiration jéjunale.

### Traiter empiriquement
La voie « traiter empiriquement » a aussi ses difficultés, qui ont toutes fait l'objet de débats et d'études approfondies. Les recommandations sont variées mais semblent trouver un terrain d'entente autour de la notion selon laquelle le traitement doit être individualisé en fonction des circonstances spécifiques dans lesquelles un patient a développé une anse borgne, car elles affectent la composition microbienne complexe de l'intestin affecté. 
Les tétracyclines ont été longtemps le traitement de base, mais des études récentes ont montré que la rifaximine était très efficace. Une étude de Di Stefano et al. a cependant conclu que le métronidazole était plus efficace que la rifaximine.

### Traitement chirurgical
La prise en charge chirurgicale est réservée à la fixation des causes anatomiques d'obstruction intestinale qui entravent le fonctionnement normal à condition qu'elles se prêtent à une telle intervention.  Ces conditions incluent: 
- Sténoses
- Fistules
- Diverticules